# Jack Clarke (ur. 2000)
Jack Raymond Clarke (ur. 23 listopada 2000 w Yorku) – angielski piłkarz występujący na pozycji napastnika w angielskim klubie Sunderland. Wychowanek Leeds United, w trakcie swojej kariery grał także w takich zespołach, jak Queens Park Rangers (wyp.), Stoke City oraz Tottenham Hotspur. Młodzieżowy reprezentant Anglii.